# 凯莉·斯塔克
凯莉·斯塔克（英語：Kelli Stack，1988年1月13日—），美国女子冰球运动员，场上位置是前锋。她曾代表美国参加2010年和2014年冬季奥林匹克运动会冰球比赛，获得二枚银牌。